# 劉官女子 (曼常在)
劉官女子（りゅうかんじょし、? - 道光22年（1843年）6月12日）は、清の道光帝の妃嬪。姓は劉氏。内務府満洲正白旗の出身。二等侍衞官明の娘。東陵総管内務府大臣阿克当阿の孫娘。

## 生涯

### 入宮
道光11年（1831年）2月8日、前任二等侍衛官明の娘が「曼常在」に封じられる。
2月29日、家族が謝恩の奏折を提出。
清宮の記録『内務府敬事房』には「道光11年4月11日、曼常在へ刺繍入りの緑色の花卉補子一対が下賜された」とあり、入宮当初は一定の寵愛を受けていたことがうかがえる。
しかし同年12月3日、太医・郝進喜による診察の結果、内熱と冷えによる風疹や咳、高熱、悪寒の症状が見られ、体全体の痛みやかゆみを伴っていた。
道光13年（1833年）6月18日には、夏場の冷飲食による内臓の損傷と風寒による外感症状（暑病）を発症し、入宮後は健康状態が悪く、頻繁に病を患っていたことがわかる。

### 劉官女子への降格
道光13年（1833年）9月には、宮廷記録に「劉答応」の名が登場。
同年12月1日、『敬事房档』に「総管・王具賞が各宮主位の妃嬪へ銀両や小錁折片二個を下賜。しかし、皇帝の勅命により『劉答応には下賜しない。他の者は例に従って与える』」と記録されており、この頃にはすでに皇帝の寵愛を失っていたと推測される。
道光15年（1835年）2月14日、劉答応は「劉官女子」に降格。
同日夜、皇后鈕祜禄氏が劉官女子の降格を報告するのが遅れたため、道光帝から叱責を受けた。
翌日、総管郝進喜や王常清らにより、貴妃から常在までの各主位、および乾清宮・円明園・寿康宮の総管にこの件が伝達された。

### 劉官女子の待遇
劉官女子は宮女と同様の待遇となった。
毎年の支給品は以下の通り
- 緞子（絹織物）1組
- 春綢（春用の絹）1組
- 宮綢（宮廷用の絹）1組
- 紗（薄絹） 1組
- 紡絲（撚り糸） 1組
- 杭細（杭州産の細絹）1組
- 棉花（綿） 2斤

しかし、主位としての一部待遇は維持され、専属の宮女1人を側に置くことのみが許可された。
また、彼女の住居の門には数人の宦官が配置され、日々の世話をしていた。
宦官高双禄と「本家で仕えていた王明」が交互に彼女の世話を担当し、夜間は更番で警護した。
ある宦官が「惠郡王の園邸での任務帰りに雪で靴が濡れ、劉官女子の屋内を歩いて床を濡らした」との記録がある。

### 宮中での事件
道光15年（1835年）3月、首領崔慶が鑾儀衛副首領陳百祥によって「劉官女子の実家から賄賂を受け取った」と密告される事件が発生。
これに対し、取り調べを受けた宦官は「2月14日（降格以降）、劉官女子の実家からの使者も連絡も一切なかった」と証言し、嫌疑は晴れた。

### 死去
道光22年（1842年）6月12日酉の刻（17～19時頃）に死去。
しかし、死後も清東陵（慕東陵）には葬られなかった。

## 伝記資料
- 『清史稿』
- 『清宣宗実録』